# 萨维尼普瓦勒福勒
萨维尼普瓦勒福勒（法語：Savigny-Poil-Fol，法語發音：[saviɲi pwal fɔl]）是法国涅夫勒省的一个市镇，属于希农堡（城）区。

## 地理
萨维尼普瓦勒福勒（46°46'55"N, 3°51'29"E）面积17.3 平方千米，位于法国勃艮第-弗朗什-孔泰大區涅夫勒省，该省份为法国中部省份，北至约讷省，西北接卢瓦雷省，西接谢尔省，南至阿列省，东南接索恩-卢瓦尔省，东临科多尔省。
与萨维尼普瓦勒福勒接壤的市镇（或旧市镇、城区）包括：阿夫雷、泰尔南、拉诺克勒-莫莱、弗莱蒂、朗蒂、雷米伊、塔济伊。

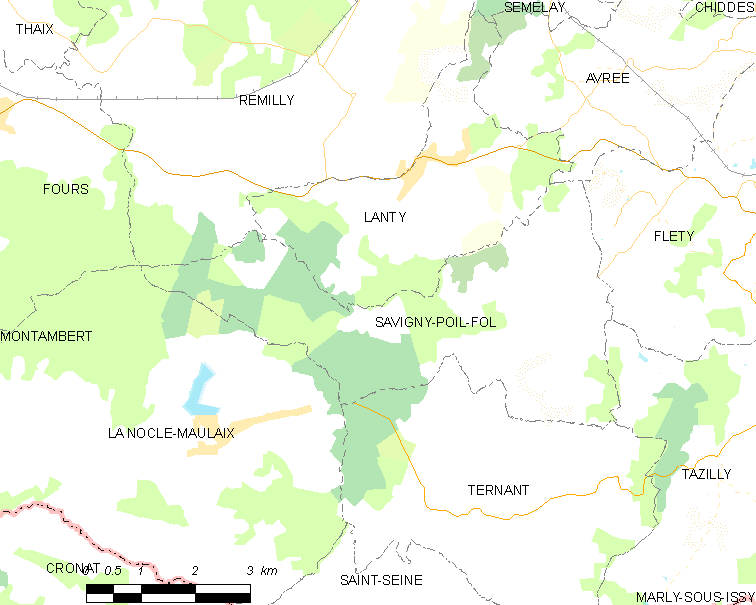
萨维尼普瓦勒福勒的OSM定位图

萨维尼普瓦勒福勒的时区为UTC+01:00、UTC+02:00（夏令时）。

## 行政
萨维尼普瓦勒福勒的邮政编码为58170，INSEE市镇编码为58274。

## 政治
萨维尼普瓦勒福勒所属的省级选区为吕济县。

## 人口

1962-2008年间萨维尼普瓦勒福勒人口变化图示

萨维尼普瓦勒福勒于2022年1月1日时的人口数量为108人。